# Árpád Habony
Dans le nom hongrois Habony Árpád, le nom de famille précède le prénom, mais cet article utilise l’ordre habituel en français Árpád Habony, où le prénom précède le nom.
Árpád Habony, né le 1er janvier 1968 à Budapest (Hongrie), est un homme d'affaires hongrois, connu comme étant le principal conseiller politique de Viktor Orbán. 

## Biographie
Árpád Habony a notamment créé en 2015 la société de conseil Danube Business Consulting Ltd. avec  Arthur J. Finkelstein, laquelle a été active auprès de l'Union démocratique croate et de l'ancien président de la République française Nicolas Sarkozy,.
Propriétaire des groupes de presse Modern Media Group (MMG), Ridikul Magazin et Ripost, Árpád Habony détient le quotidien gratuit Lokál mais aussi des parts dans la chaîne d'information privée slovène Nova24tv, réputée proche du Parti démocratique slovène.